# Онтињак
Онтињак (фр. Antugnac) насеље је и општина у јужној Француској у региону Лангдок-Русијон, у департману Од која припада префектури Лиму.
По подацима из 2011. године у општини је живело 315 становника, а густина насељености је износила 33,19 становника/km². Општина се простире на површини од 9,49 km². Налази се на средњој надморској висини од 265 метара (максималној 587 m, а минималној 260 m).

## Демографија
| 1962. | 1968. | 1975. | 1982. | 1990. | 1999. | 2011. |
| ----- | ----- | ----- | ----- | ----- | ----- | ----- |
| 192   | 238   | 223   | 219   | 256   | 266   | 315   |

График промене броја становника у току последњих година